# Вентолила (Козенца)
Вентолила је насеље у Италији у округу Козенца, региону Калабрија.
Према процени из 2011. у насељу је живело 40 становника. Насеље се налази на надморској висини од 279 м.